# Temascalapa (municipi)
Temascalapa és un municipi de l'estat de Mèxic. Temascalapa és el cap de municipi i principal centre de població d'aquesta municipalitat. Aquest municipi és a la part nord-occidental de l'estat de Mèxic. Limita al nord amb el municipi d'Hidalgo, al sud amb Tecamac, a l'oest amb l'estat d'Hidalgo i a l'est amb Otumba.